# Complejo Hospitalario Alberto Leonardo Barton Thompson
El Hospital y Policlínico Alberto Leonardo Barton Thompson conforman un complejo hospitalario público localizado en la provincia constitucional del Callao. El complejo pertenece al seguro social peruano EsSalud y, junto al Hospital y Policlínico Guillermo Kaelin de la Fuente, es el primero en toda Latinoamérica que funciona bajo la modalidad de Asociación Público Privada. Está gestionado por un consorcio que lidera IBT Group.
El complejo hospitalario ofrece un total de 25 especialidades médicas y quirúrgicas y dispone de 215 camas, 7 salas de operaciones, 3 salas de parto (una de ellas para cesáreas) y equipamiento de última generación como tomógrafo axial computarizado, densitómetro, ecógrafos, telemando, ecógrafos y mamógrafos. También cuenta con unidad de hemodiálisis, 100 consultorios externos, laboratorio, rayos X, farmacia, emergencia y sistemas digitalizados para atender de forma oportuna a los 250.000 asegurados adscritos de EsSalud.
El Complejo hospitalario lleva el nombre de Alberto Leonardo Barton Thompson, médico e investigador peruano que trabajó incansablemente más de diez años para encontrar al agente patógeno de la Enfermedad de Carrión, hoy llamada Bartonella bacilliformis, una enfermedad propia de los valles interandinos del Perú. En la fachada principal existe un error por el segundo nombre de doctor Barton (Leopoldo en vez de Leonardo).

## Historia
El 31 de marzo de 2010 el Seguro Social de Salud (EsSalud) y la Sociedad Operadora Callao Salud S.A.C. suscribieron el contrato de Asociación Público Privada para el diseño, financiación, la construcción, equipamiento y operación por 30 años del Hospital III Callao y su centro de atención primaria, que pertenece pertenecientes a la Red Asistencial Sabogal.
Iniciadas las obras el 30 de abril de 2012, el complejo hospitalario fue finalmente inaugurado el 30 de abril de 2014.

## Especialidades
El policlínico, ubicado en la avenida Sáenz Peña de Callao, y el hospital, en la Avenida Argentina, están dotados con equipos modernos y brindan los siguientes servicios:
Especialidades médicas:
- Medicina de familia
- Medicina interna
- Medicina física - Rehabilitación
- Cardiología
- Dermatología
- Endocrinología
- Emergencias
- Gastroenterología
- Geriatría
- Hematología
- Nefrología
- Neumología
- Neurología
- Pediatría-Neonatología
- Psiquiatría
- Psicología
- Reumatología

Especialidades quirúrgicas:
- Anestesiología
- Cirugía general
- Gineco-obstetricia
- Neurocirugía
- Odontología
- Oftalmología
- Otorrinolaringología
- Traumatología y cirugía ortopédica
- Urología